# (213770) Fignon
(213770) Fignon est un astéroïde de la ceinture principale.

## Description
(213770) Fignon est un astéroïde de la ceinture principale. Il fut découvert le 23 février 2003 à Vicques par Michel Ory. Il présente une orbite caractérisée par un demi-grand axe de 2,97 UA, une excentricité de 0,16 et une inclinaison de 7,8° par rapport à l'écliptique.
Il est nommé d'après Laurent Fignon (1960-2010), cycliste professionnel français qui remporta notamment deux Tours de France, en 1983 et 1984, le Tour d'Italie en 1989 et la classique Milan-San Remo en 1988 et 1989.

## Compléments